# Émeraude (S 604)

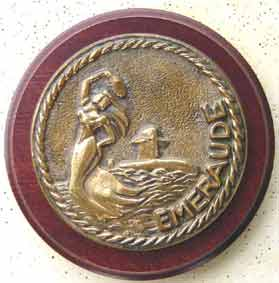
Tampa de armas do Émeraude.

O Émeraude (S 604) (esmeralda) é um submarino nuclear de ataque da primeira geração da Marinha da França. Ele é o 4º submarino da Classe Rubis. Construído na década de 1980 foi comissionado em 15 de setembro de 1988.
Em 30 de março de 1994 durante um exercício anti-submarino realizado pela marinha francesa, o compartimento do motor do Émeraude sofreu uma explosão acidental, matando dez homens que estavam a analisar o turbo altenador nº 4. Devido  ao acidente, o submarino passou por reformas entre maio de 1994 e dezembro de 1995. Ao fim das reformas foi elevado ao mesmo nível tecnológico do Améthyste (S 605).
O Emeraude foi enviado a área do acidente do Voo Air France 447 para auxiliar nas buscas da Caixa negra da aeronave.